# Cồn Hến

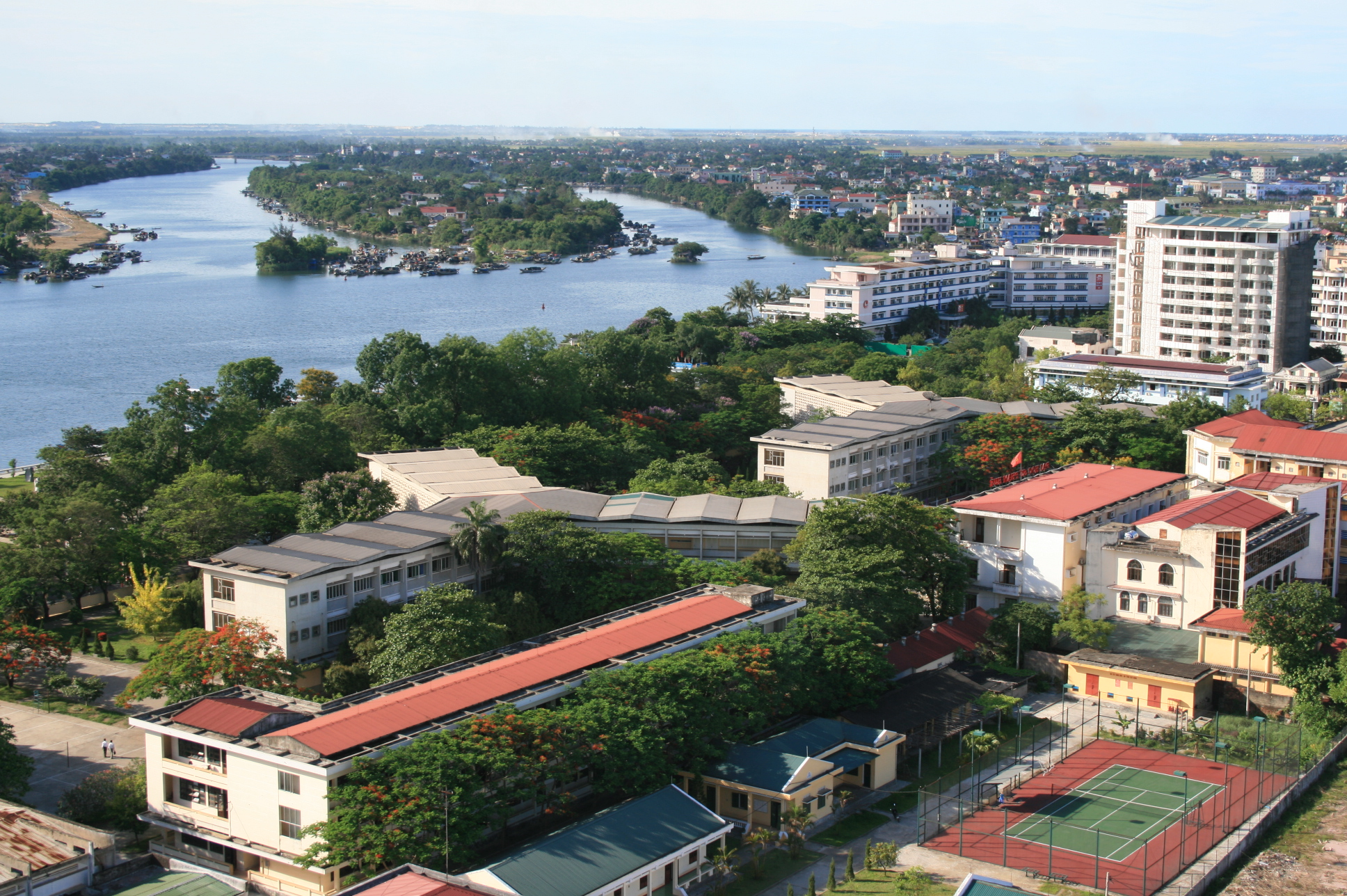
Cồn Hến có thể nhìn thấy ở giữa sông, phía xa bên trái trên hình.

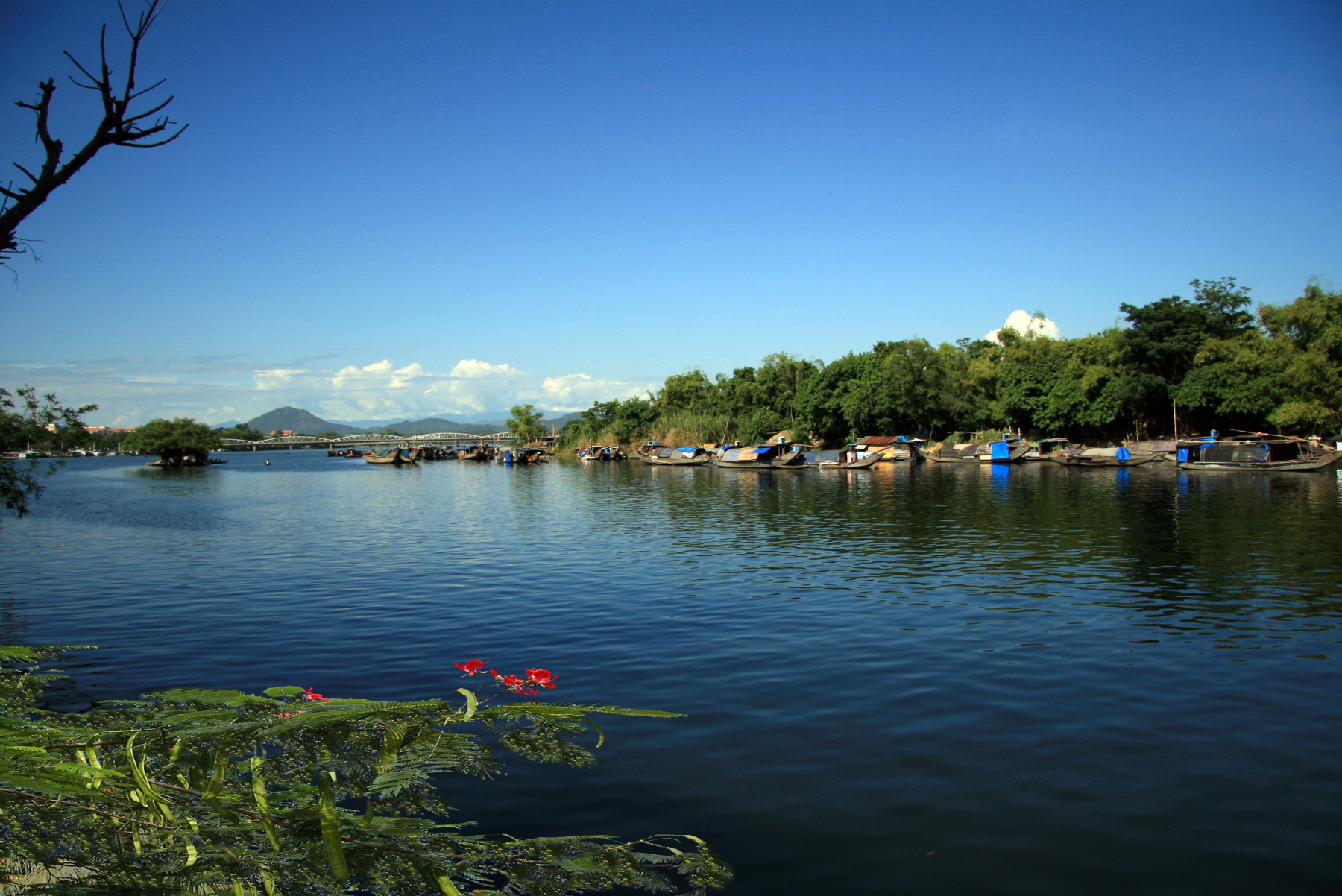
Cồn Hến, nhìn lên cầu Trường Tiền

Cồn Hến là một cồn nhỏ được phù sa bồi lấp ở giữa sông Hương, thuộc địa bàn phường Vỹ Dạ, quận Thuận Hoá, thành phố Huế. Cồn nằm ở phía bên trái Kinh Thành Huế.
Thời xưa, hai khe nước giữa cồn được phù sa sông Hương bồi đắp nên cạn dần, nên có thời cồn Hến được gọi là "xứ cồn cạn".
Được biết như là người đầu tiên đến làm nghề cào hến là ông Huỳnh Tương (người xã Diên Đại, Phú Vang). Thời chúa Nguyễn Phúc Khoát (1725 - 1738) xây dựng phủ chúa ở Phú Xuân, ông đến dựng chòi gần đầu múi cồn phía trên. Đến đầu niên hiệu Gia Long (1802 - 1820), phường Giang Hến ra đời trên đất "xứ cồn cạn", từ đó nó được gọi là xứ cồn Hến.
Qua thời gian, từ một cồn nhỏ được phù sa bồi lấp, cồn Hến ngày nay thành một vùng đất cao với diện tích gần 33 ha, là khu vực dân cư của các tổ 16, 17, 18, 19, 20 thuộc khu vực 6 phường Vỹ Dạ. Đảo cồn Hến ngày nay là một khu dân cư đông đúc trù phú với nhiều công trình nhà cửa, trường học, đền chùa khang trang. Cồn Hến còn được coi là "đảo ẩm thực Huế" với những quán: cơm hến, chè bắp cồn... và là một trong các địa điểm du lịch của Huế.
Các nhà phong thủy xưa về cồn Hến và cồn Dã Viên giữa lòng sông Hương như sau:
Tả thanh long, hữu bạch hổ 
Với ý nghĩa cồn Hến là rồng xanh; cồn Dã Viên là hổ trắng, đôi hổ chầu hai bên tả hữu Kinh thành.